# Alexandru Marky
Alexandru Marky (n. 5 august 1919, Arad, d. 4 decembrie 1969, ?) a fost un fotbalist român. A fost portarul echipei UTA Arad între 1946 și 1951.

## Palmares
- De trei ori câștigător al Diviziei A (1946-1947, 1947-1948, 1950)
- Câștigător al Cupei României (1947-1948)